# Lijst van personen overleden in december 2022
Dit is een lijst van bekende personen die zijn overleden in december 2022.

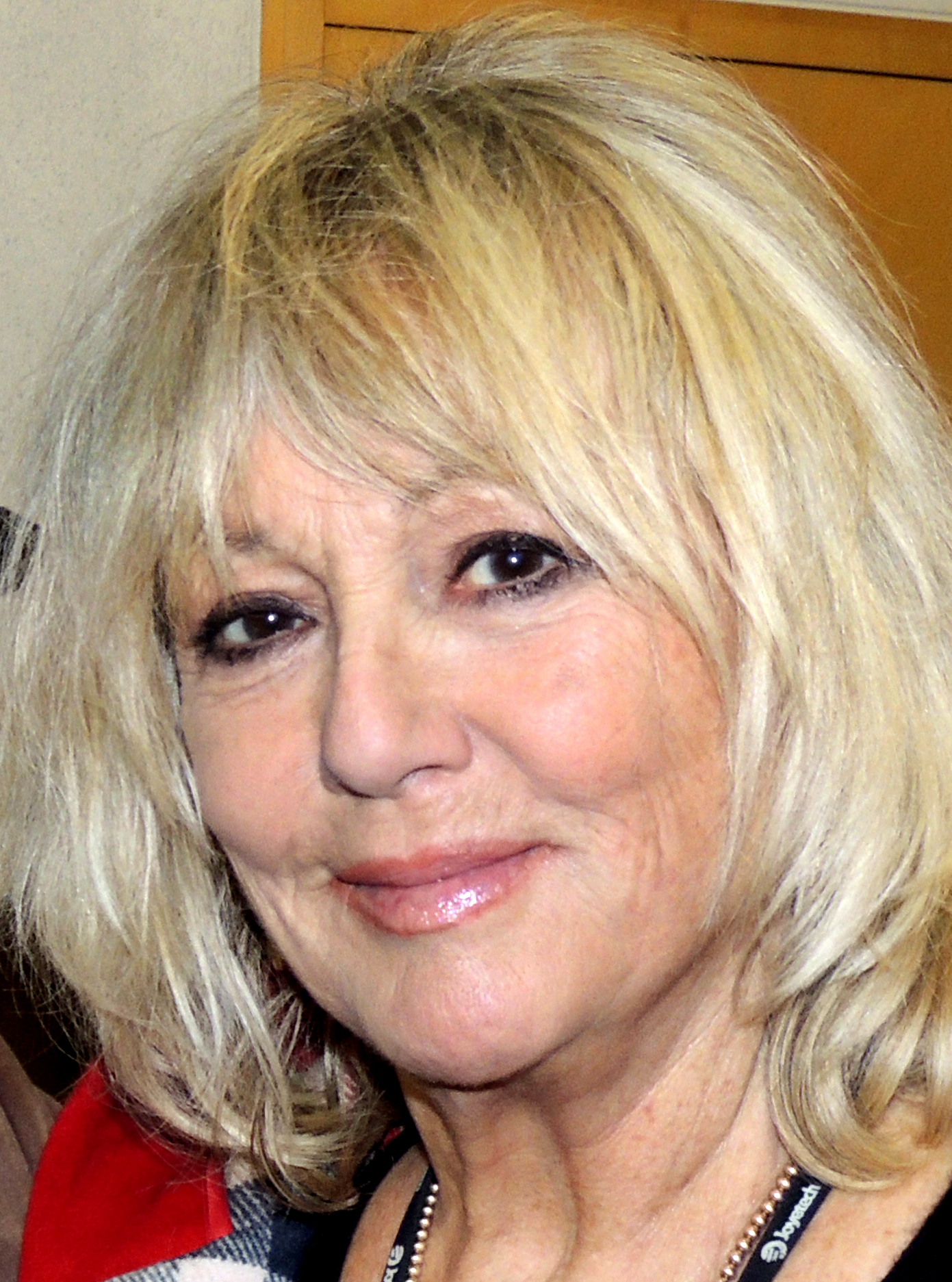
Mylène Demongeot
1 december

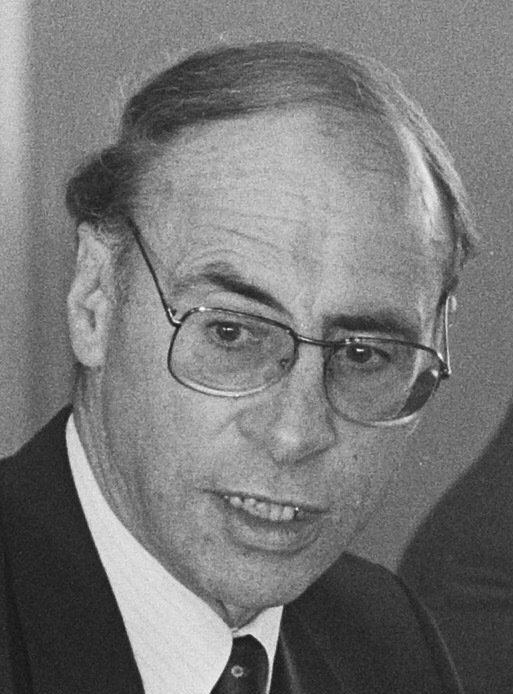
Floris Maljers
2 december

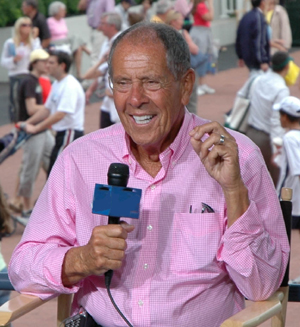
Nick Bollettieri
4 december

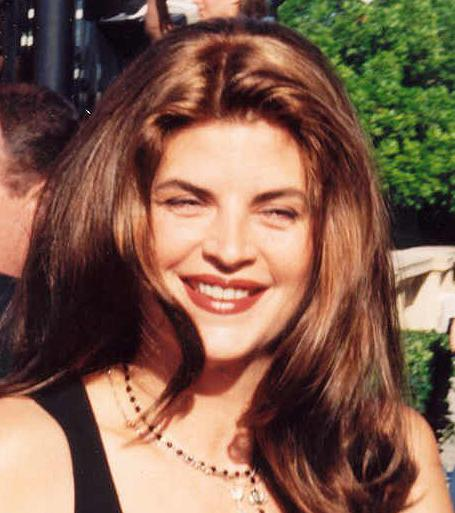
Kirstie Alley
5 december

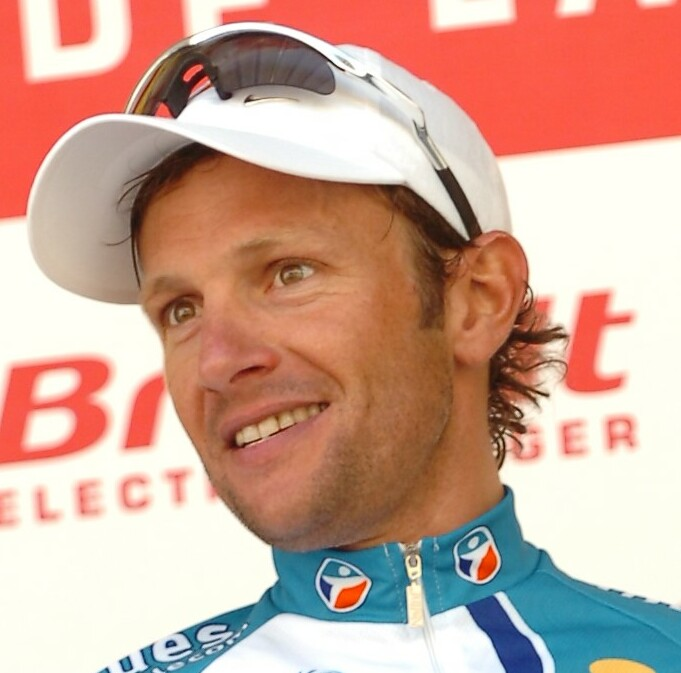
Walter Bénéteau
11 december

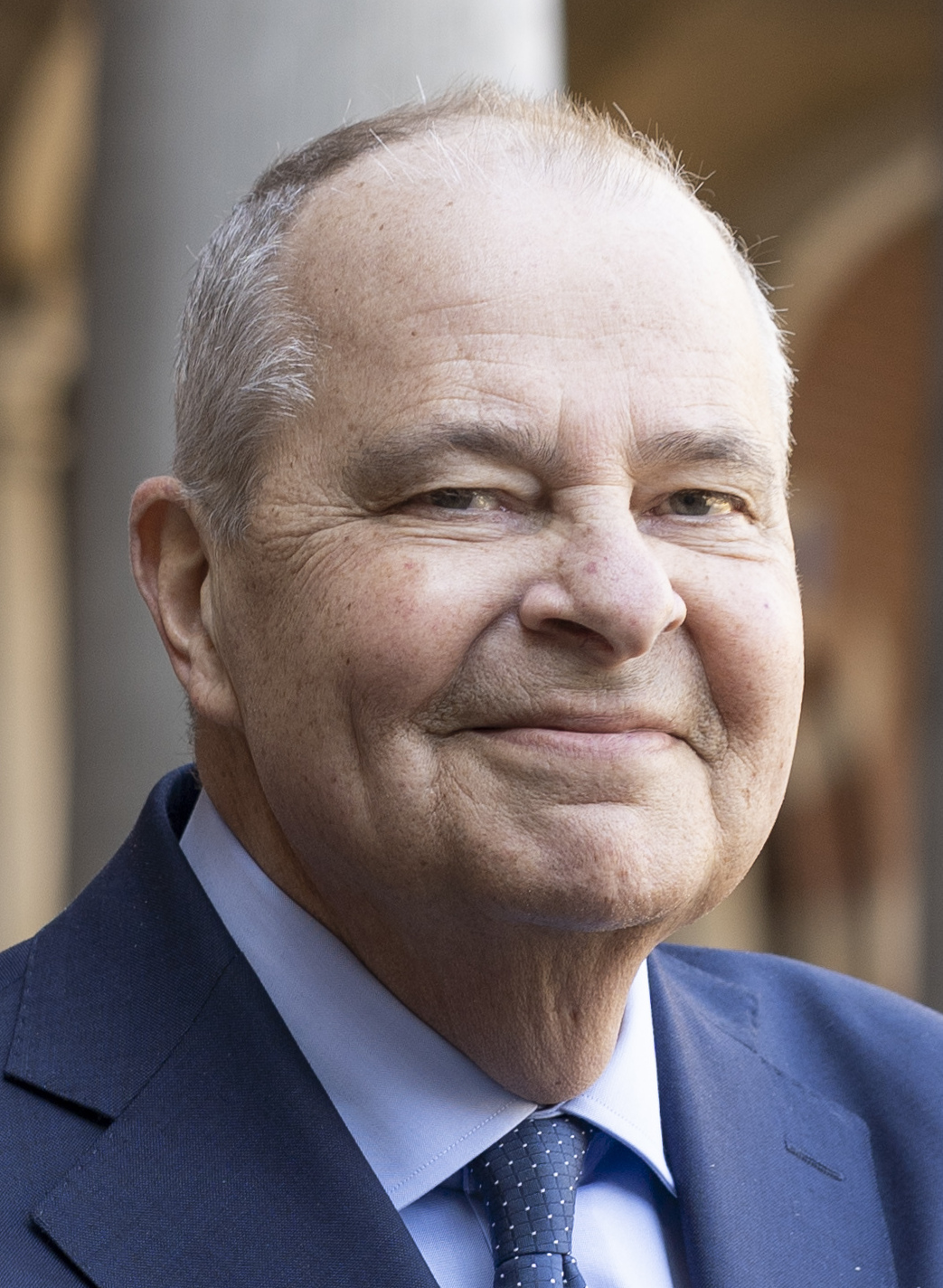
Peter Ester
11 december

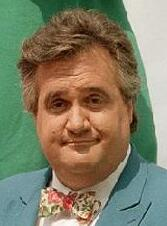
Han Peekel
14 december

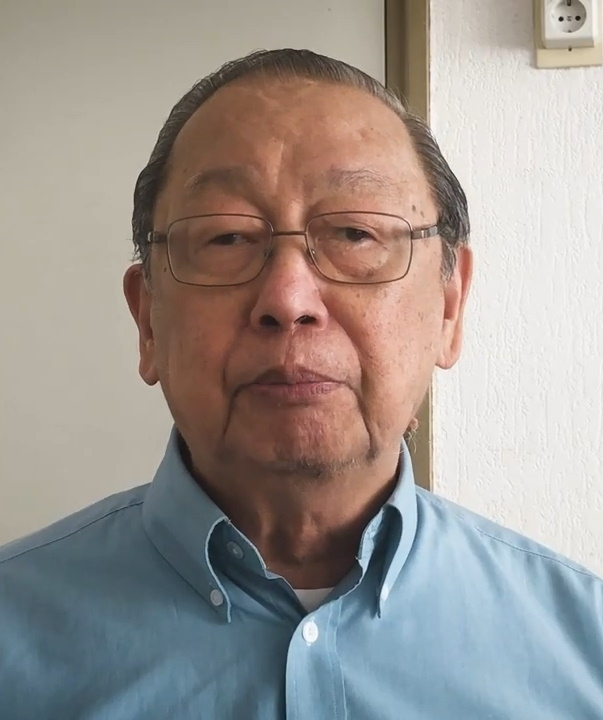
José María Sison
16 december

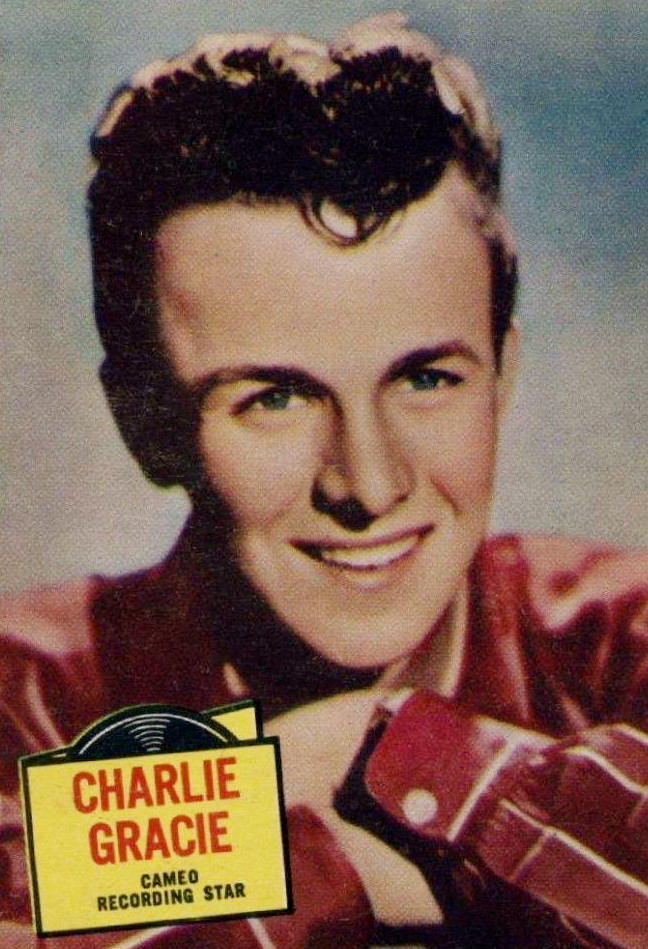
Charlie Gracie
17 december

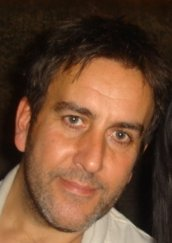
Terry Hall
18 december

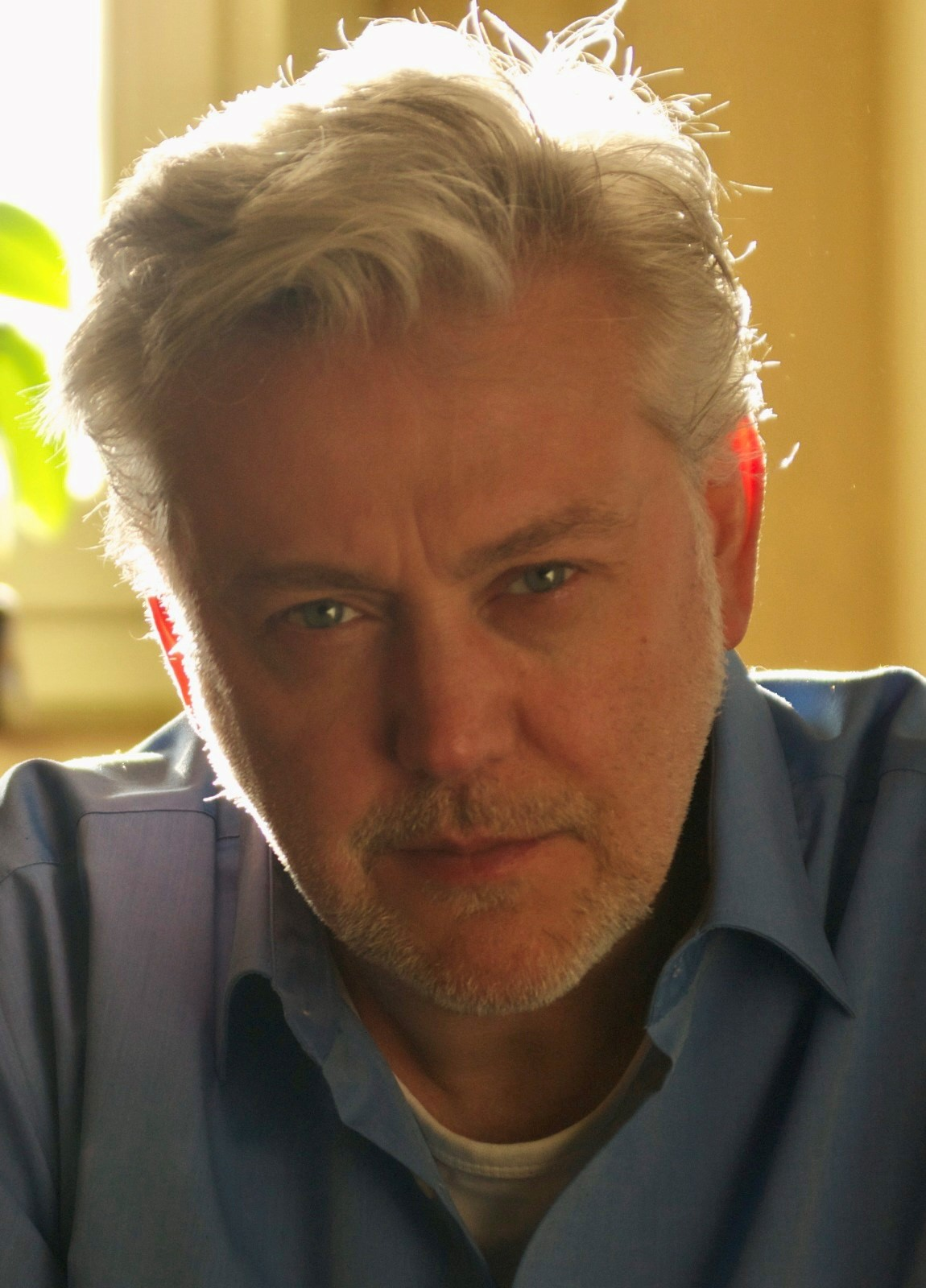
Wim Henderickx
18 december

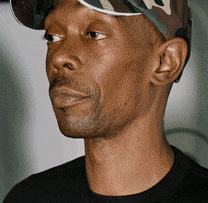
Maxi Jazz
23 december

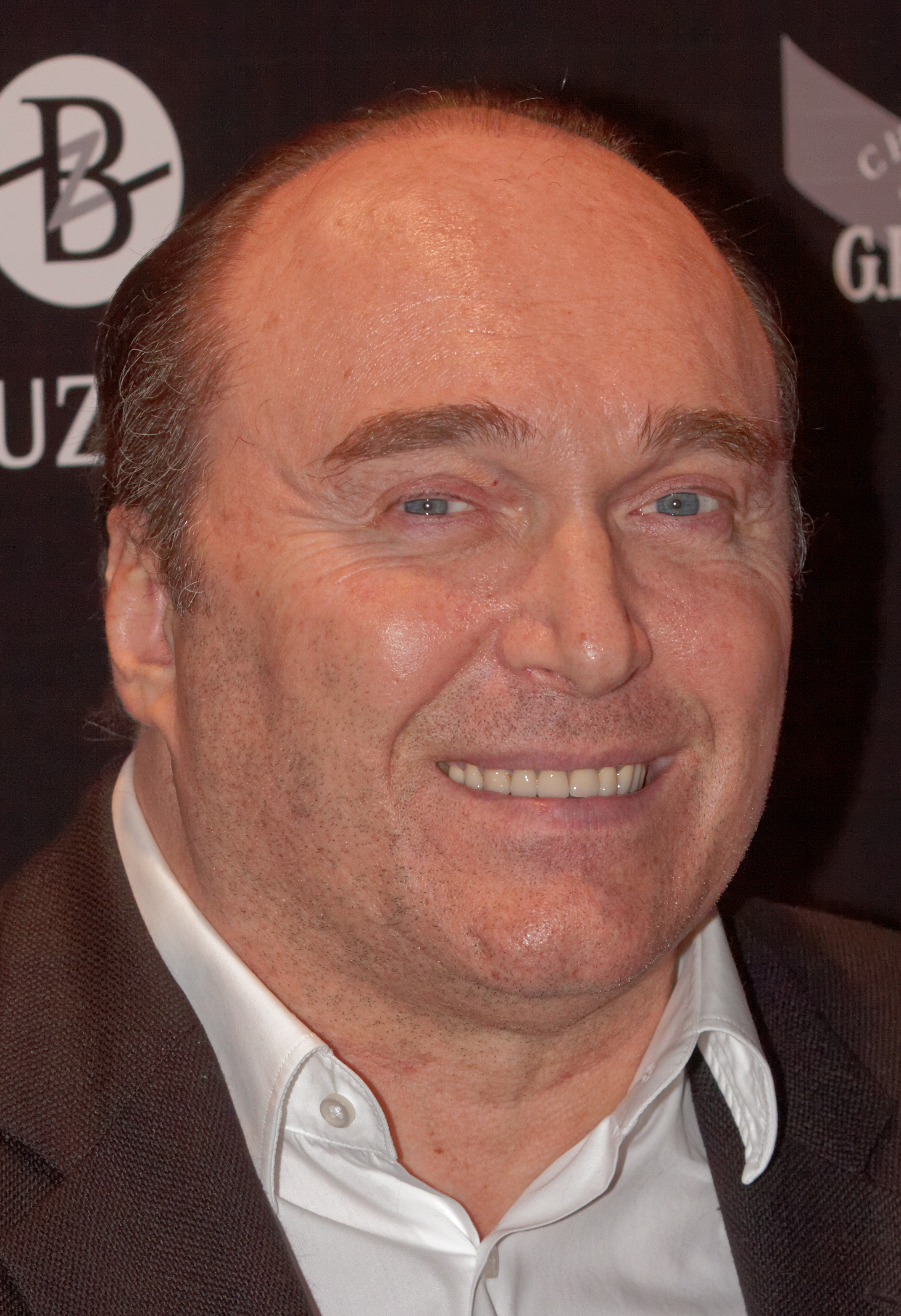
Philippe Streiff
23 december

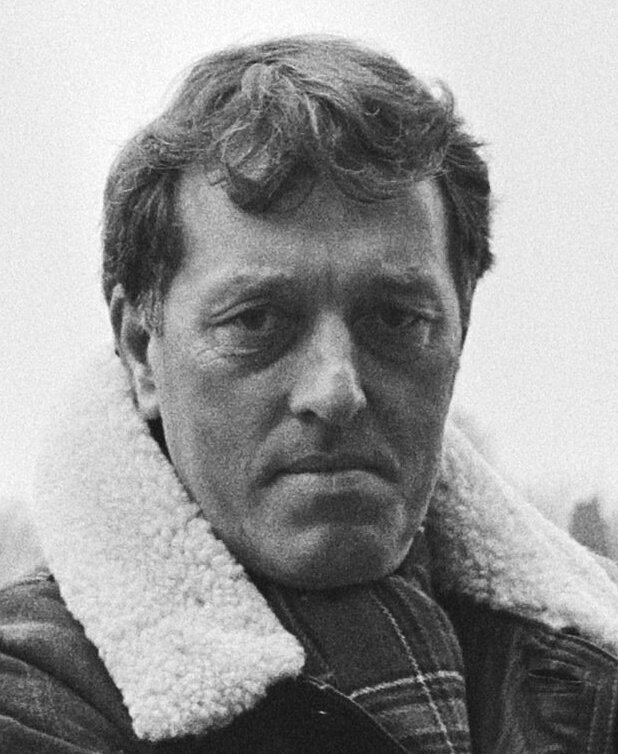
John Leddy
25 december

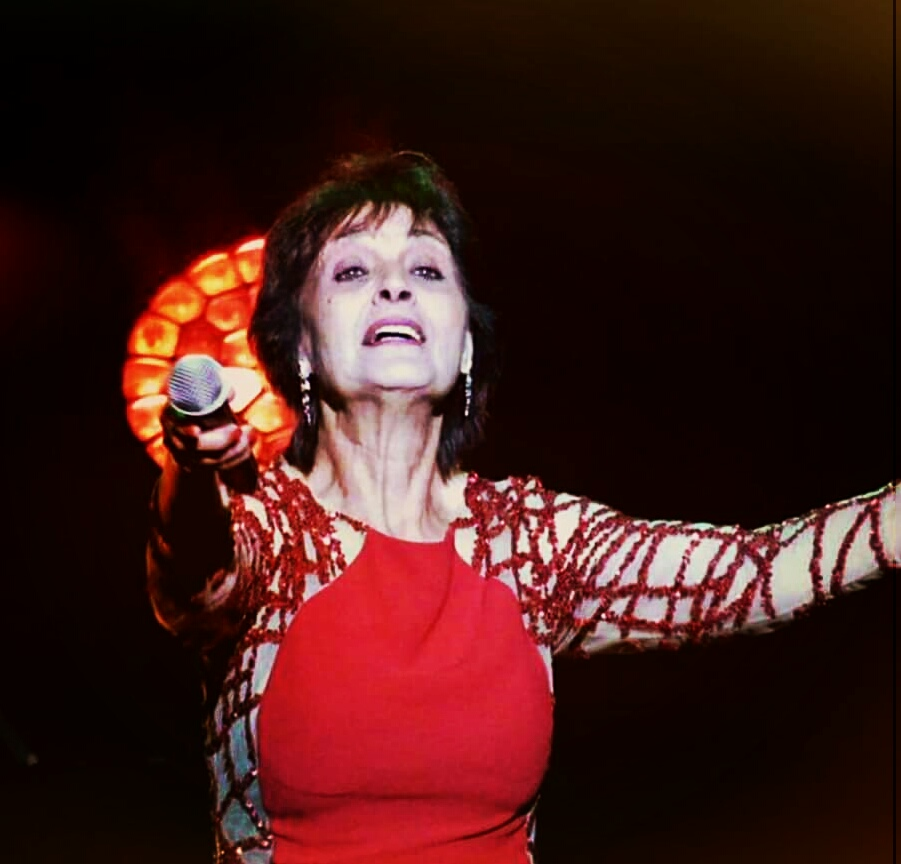
Linda de Suza
28 december

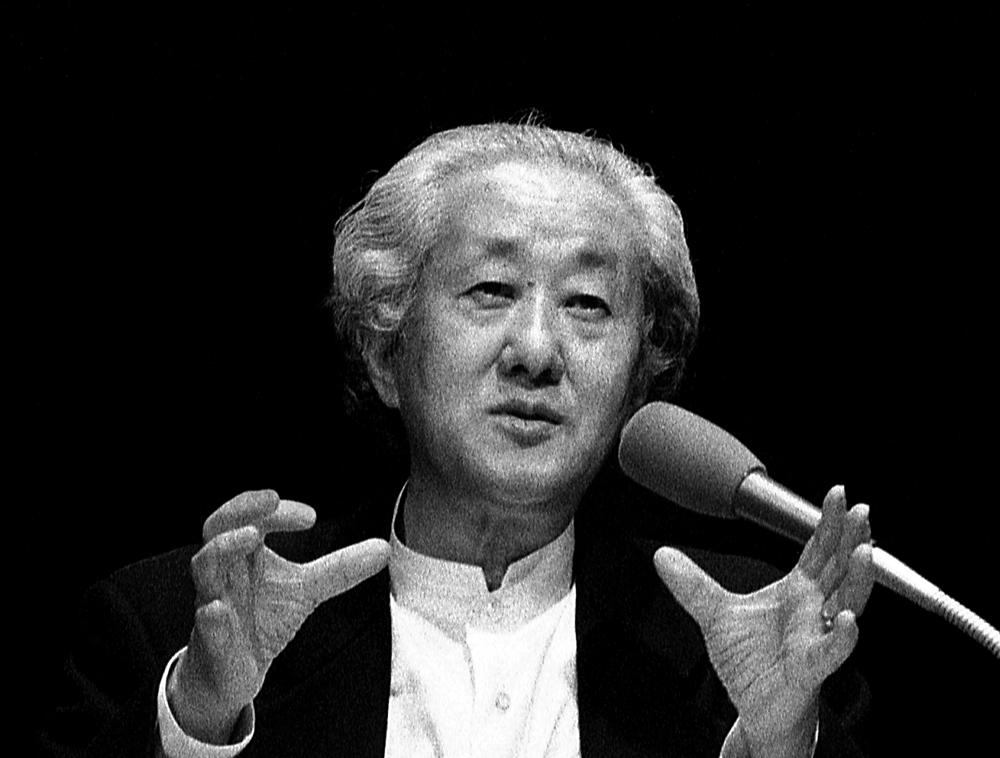
Arata Isozaki
28 december

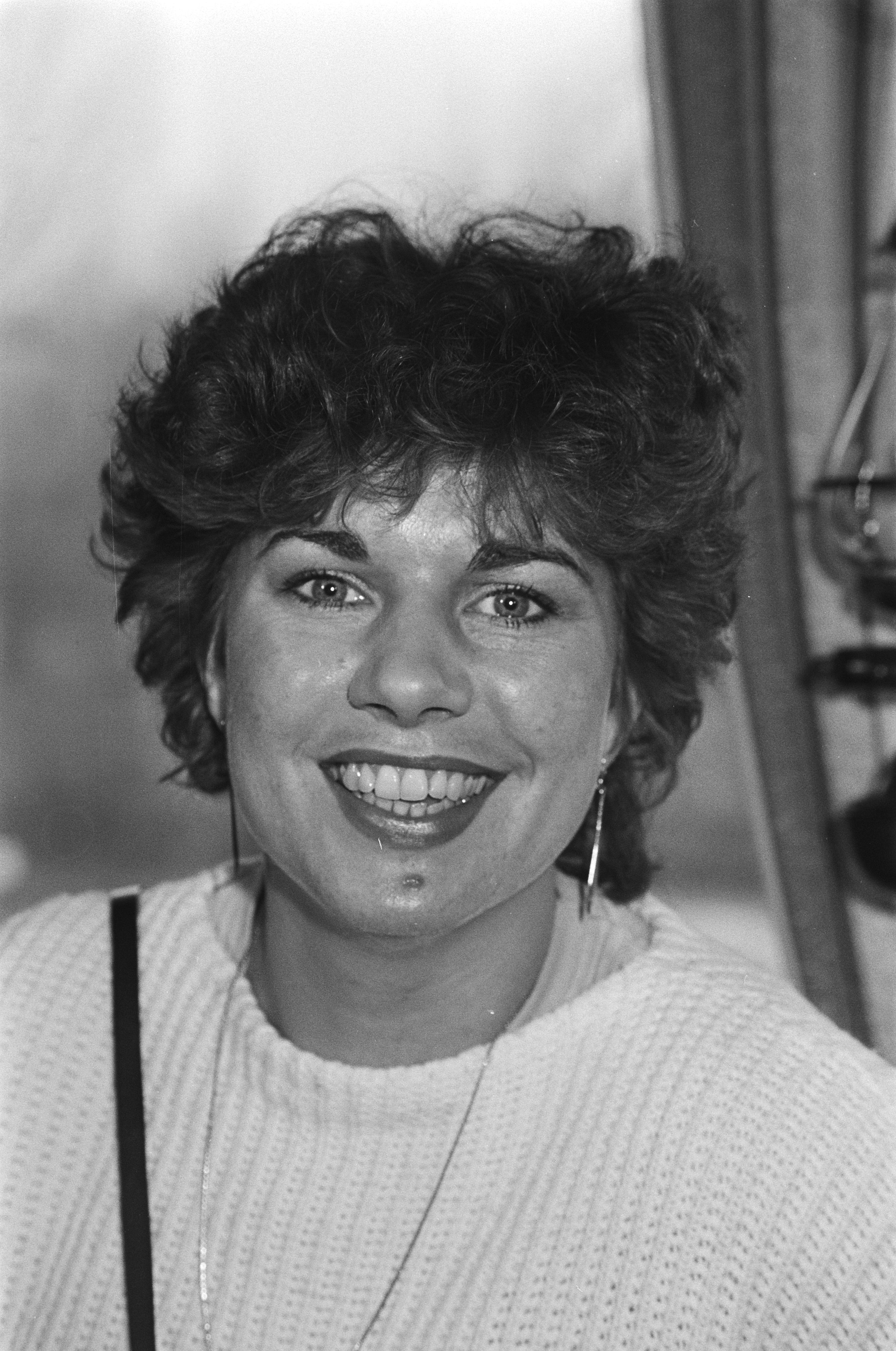
Margriet Eshuijs
29 december

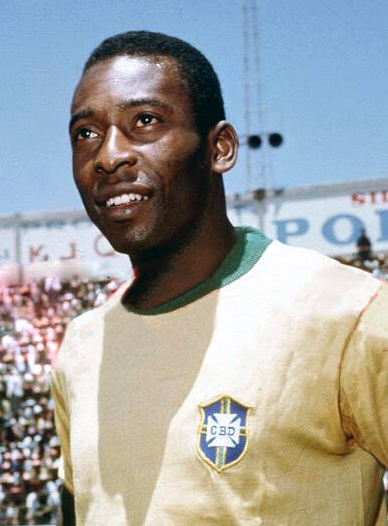
Pelé
29 december

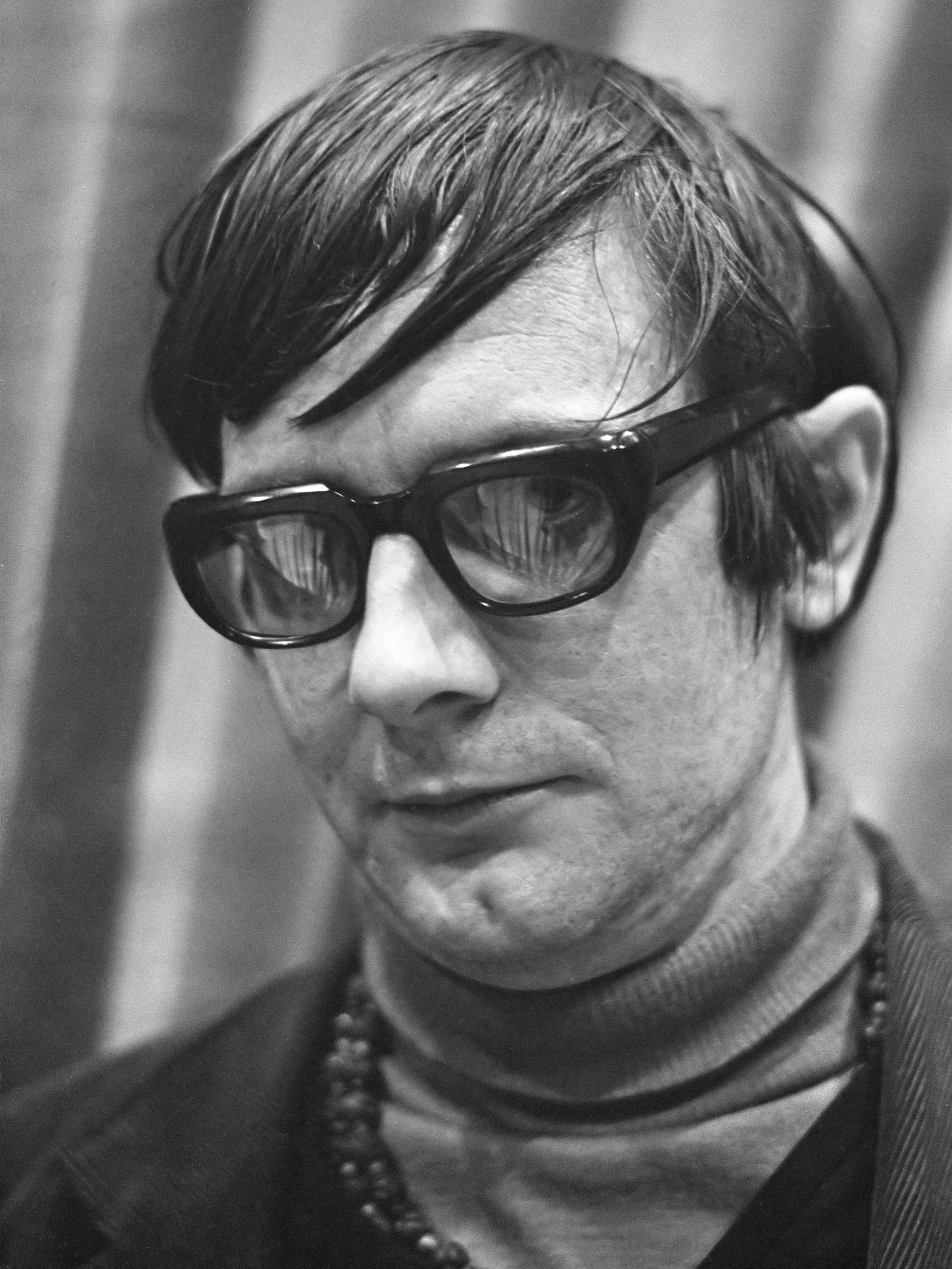
Willem de Ridder
29 december

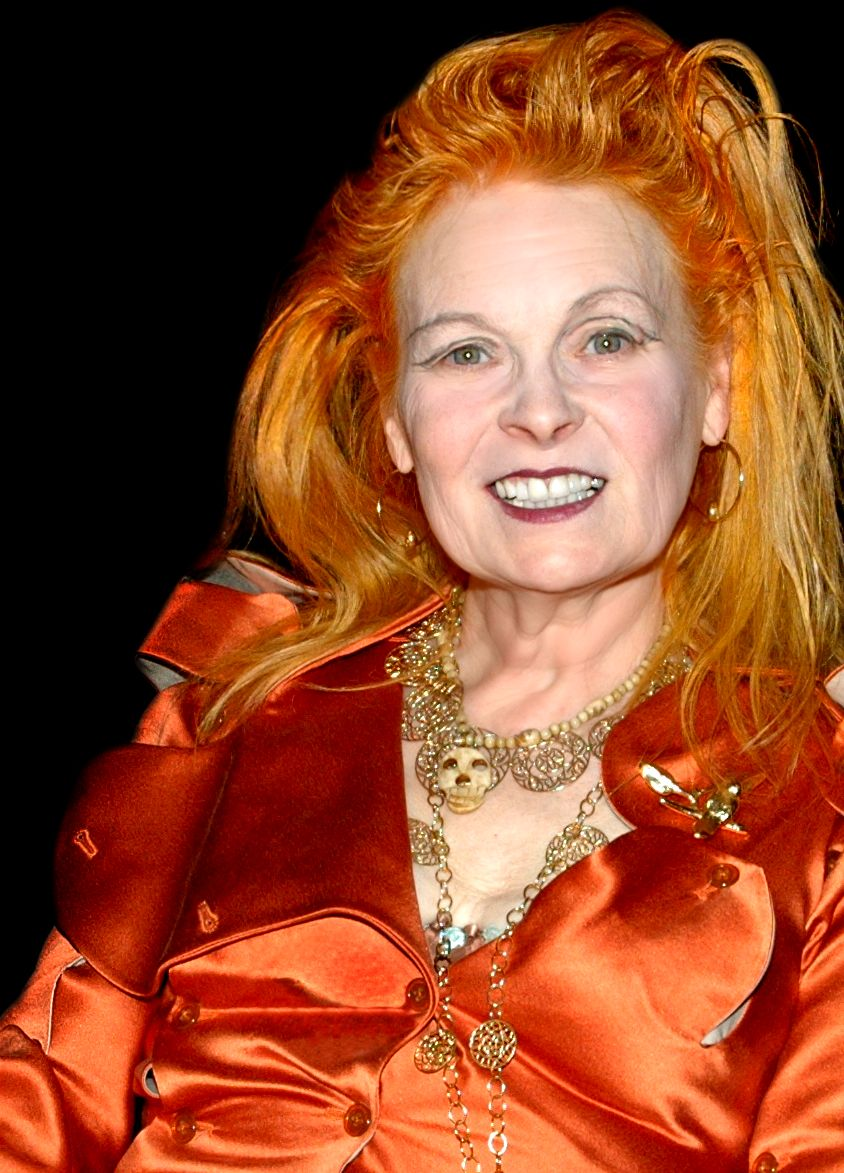
Vivienne Westwood
29 december

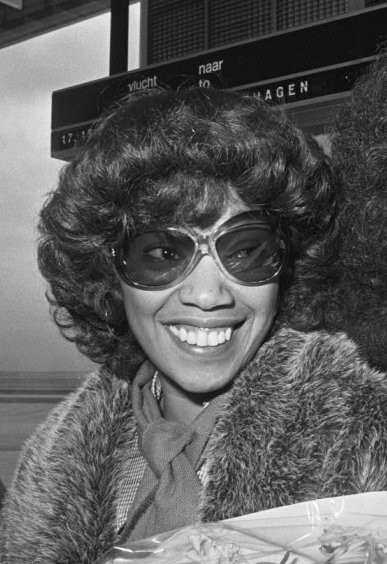
Anita Pointer
31 december

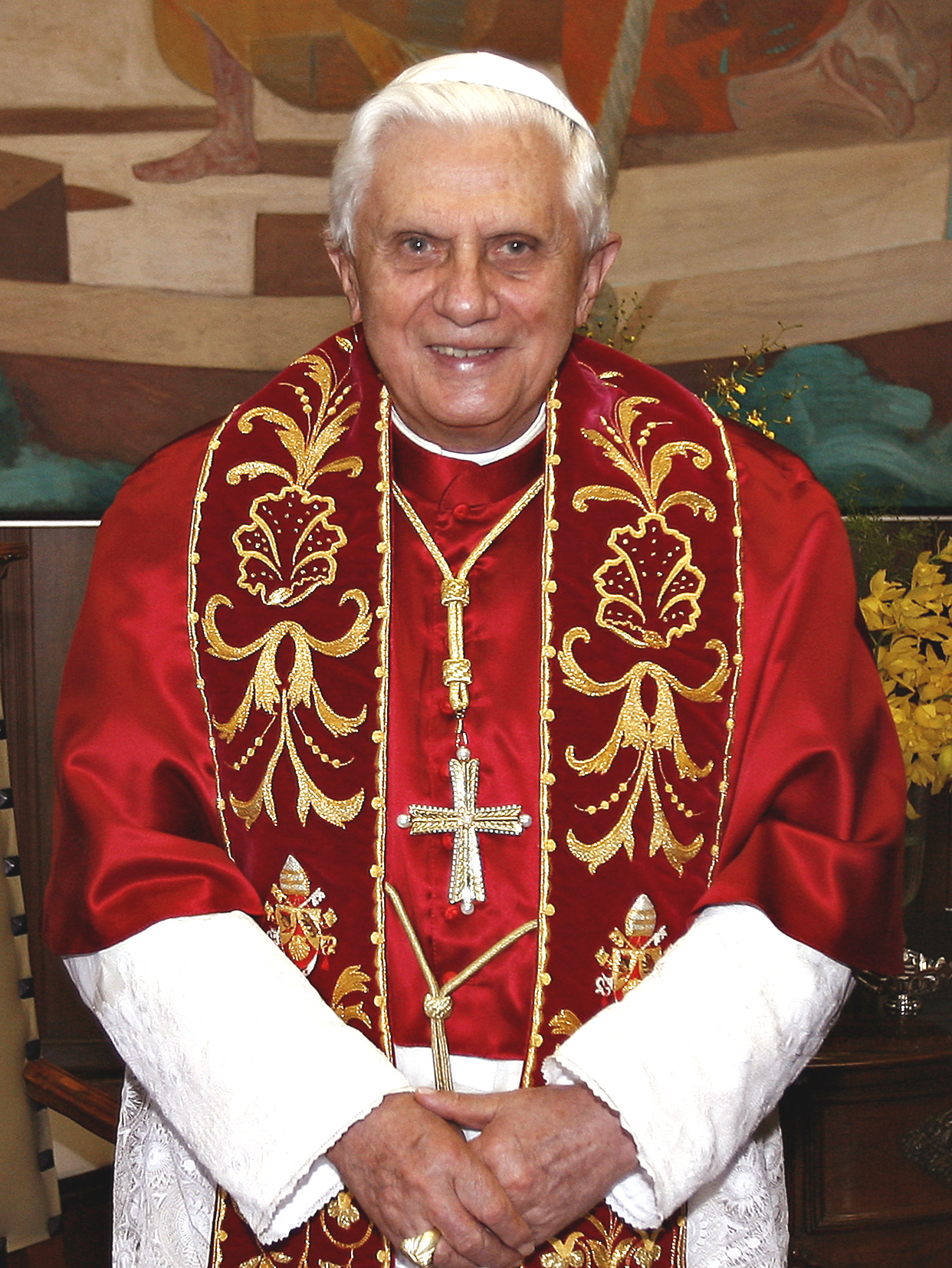
Benedictus XVI
31 december

| 1 | 2 | 3 | 4 | 5 | 6 | 7 | 8 | 9 | 10 | 11 | 12 | 13 | 14 | 15 | 16 | 17 | 18 | 19 | 20 | 21 | 22 | 23 | 24 | 25 | 26 | 27 | 28 | 29 | 30 | 31 |
| - | - | - | - | - | - | - | - | - | -- | -- | -- | -- | -- | -- | -- | -- | -- | -- | -- | -- | -- | -- | -- | -- | -- | -- | -- | -- | -- | -- |

### 1 december
- Ercole Baldini (89), Italiaans wielrenner[1]
- Albert Bruschke (87), Nederlands cardioloog en hoogleraar[2]
- Mylène Demongeot (87), Frans actrice[3]
- Omar Trujillo (44), Mexicaans voetballer[4]

### 2 december
- Gary Friedkin (70), Amerikaans acteur[5]
- Frans de Haan (84), Nederlands basketballer en golfspeler[6]
- Yoshio Kikugawa (78), Japans voetballer[7]
- Floris Maljers (89), Nederlands bestuurder[8]
- Al Strobel (83), Amerikaans acteur[9]

### 3 december
- Ursula Hayden (56), Amerikaans worstelaarster, actrice en zakenvrouw[10]
- Svenne Hedlund (77), Zweeds zanger[11]
- Angelo Marciani (94), Italiaans waterpolospeler[12]
- Gina Romand (84), Cubaans-Mexicaans actrice en zangeres[13]
- Alzjan Zjarmoechamedov (78), Kazachs basketballer[14]

### 4 december
- Nick Bollettieri (91), Amerikaans tenniscoach[15]
- Manuel Göttsching (70), Duits muzikant[16]
- Bob McGrath (90), Amerikaans acteur[17]
- Jack van Poll (88), Nederlands jazzmuzikant en docent[18]
- Patrick Tambay (73), Frans autocoureur[19]
- Ludo Van Thillo (91), Belgisch ondernemer[20]

### 5 december
- Kirstie Alley (71), Amerikaans actrice[21]
- June Blair (90), Amerikaans actrice[22]
- Claude C. Krijgelmans (88), Belgisch schrijver en schilder[23]
- Jim Stewart (92), Amerikaans muziekproducent en platenbaas[24]

### 6 december
- Jet Black (84), Brits drummer[25]
- Meindert van der Kaaij (63), Nederlands journalist en auteur[26]
- Ichiro Mizuki (74), Japans zanger, componist en stemacteur[27]
- Bart de Vries (57), Nederlands acteur[28]

### 7 december
- Jacques Ciron (94), Frans acteur[29]
- Max van Rooy (80), Nederlands architectuurcriticus en schrijver[30]

### 8 december
- Patrick Delsemme (48), Belgisch snookerspeler[31]
- Helen Slayton-Hughes (92), Amerikaans actrice[32]
- René Snelders (85), Belgisch voetballer en zakenman[33]

### 9 december
- Gaston Bogaerts (101), Belgisch percussionist en schilder[34]
- Joseph Kittinger (94), Amerikaans officier[35]
- Ruth Madoc (79), Brits actrice[36]
- Thiemo Meertens (76), Nederlands voetballer en voetbalcoach[37]

### 10 december
- Jan Hinderink (90), Nederlands geograaf en hoogleraar[38]
- Georgia Holt (96), Amerikaans singer-songwriter, actrice en model[39]
- Grant Wahl (48), Amerikaans sportjournalist[40]

### 11 december
- Angelo Badalamenti (85), Amerikaans filmmuziekcomponist[41]
- Walter Bénéteau (50), Frans wielrenner[42]
- Wolf Erlbruch (74), Duits illustrator en kinderboekenschrijver[43]
- Peter Ester (69), Nederlands socioloog en Eerste Kamerlid[44]
- Joke Folmer (99), Nederlands verzetsstrijdster[45]
- Paul Silas (79), Amerikaans basketballer en basketbalcoach[46]
- Pieter ter Veer (77), Nederlands politicus[47]

### 12 december
- Miroslaw Hermaszewski (81), Pools astronaut[48]
- Kurt Linder (89), Duits voetballer en voetbaltrainer[49]

### 13 december
- Stephen Boss (40), Amerikaans freestylehiphopdanser, choreograaf, acteur en televisieproducent[50]
- Jean-Jacques de Granville (79), Frans botanicus[51]
- Ludwig Hoffmann von Rumerstein (85), Oostenrijks bestuurder en advocaat[52]
- Kim Simmonds (75), Brits blues- en rock-muzikant[53]

### 14 december
- Bert Bakker (80), Nederlands uitgever[54]
- Nicolle Christiaanse (58), Nederlands kinderboekenschrijfster[55]
- Joop Dikmans (92), Nederlands acteur en clown[56]
- Jacob Luitjens (103), Nederlands collaborateur[57]
- Han Peekel (75), Nederlands televisiepresentator en televisieproducent[58]

### 15 december
- Karel Anthierens (87), Belgisch bestuurder, journalist en redacteur[59]
- Renée Colliard (89), Zwitsers alpineskiester[60]
- Dino Danelli (78), Amerikaans drummer[61]
- Karel van Eerd (84), Nederlands supermarktondernemer[62]
- Håkan Lindquist (64), Zweeds schrijver[63][64]

### 16 december
- Rick Anderson (75), Amerikaans rockbassist[65]
- Hans-Peter Hallwachs (84), Duits acteur[66]
- Paul De Keersmaeker (93), Belgisch politicus[67]
- Siniša Mihajlović (53), Servisch voetballer en voetbaltrainer[68]
- Jane Sherwin (88), Brits actrice[69]
- José María Sison (83), Filipijns schrijver en activist[70]

### 17 december
- Charlie Gracie (86), Amerikaans zanger, gitarist en rock-pionier[71]
- Mike Hodges (90), Brits scenarioschrijver en regisseur[72]
- Jacky Jakoba (61), Curaçaos-Nederlands honkballer[73]
- Werner Leich (95), Duits evangelisch bisschop[74]
- Manuel Muñoz (94), Chileens voetballer[75]
- Severino Poletto (89), Italiaans kardinaal[76]
- Hedwig Selles (54), Nederlands cultuurwetenschapper en dichter[77]
- Urmas Sisask (62), Ests dirigent en componist[78]
- Eero Tapio (81), Fins worstelaar[79]

### 18 december
- Lando Buzzanca (87), Italiaans acteur[80]
- Janine Delruelle (91), Belgisch volksvertegenwoordiger[81]
- Martin Duffy (55), Brits toetsenist[82]
- Maurice Ferares (100), Nederlands trotskist, verzetsman, vakbondsbestuurder en violist[83]
- Hans Grosheide (92), Nederlands politicus[84]
- Terry Hall (63), Brits zanger[85]
- Wim Henderickx (60), Belgisch componist, slagwerker en muziekpedagoog[86]
- Greetje den Ouden-Dekkers (82), Nederlands politica[87]
- Marc van der Poel (65), Nederlands hoogleraar Latijnse taal- en letterkunde[88]
- Maggie Thrett (76), Amerikaans actrice, zangeres en model[89]

### 19 december
- Luc De Schepper (65), Belgisch natuurkundige en hoogleraar[90]
- Sonya Eddy (55), Amerikaans actrice[91]
- Erwin Josef Ender (85), Duits nuntius en aartsbisschop[92]
- Ger Luijten (66), Nederlands kunsthistoricus[93]
- Herman Timme (89), Nederlands atleet[94]

### 20 december
- Haydeé Gastelú (94), Argentijns mensenrechtenverdedigster[95]
- Franco Harris (70), Amerikaans American football[96]
- Oleg Krochin (91), Russisch natuurkundige[97]
- Dirk de Ruiter (82), Nederlands voetballer[98]
- Subroto (99), Indonesisch politicus[99]

### 21 december
- Franz Gertsch (92), Zwitsers kunstenaar[100]
- Gordon Giovanelli (97), Amerikaans roeier[101]
- Diane McBain (81), Amerikaans actrice[102]
- Mauro Sabbione (65), Italiaans componist en toetsenist[103]
- György Tumpek (93), Hongaars zwemmer[104]
- Alberto Asor Rosa (89), Italiaans schrijver[105]

### 22 december
- Maria Nowak (87), Pools-Frans econome[106]
- Herman Plugge (83), Nederlands alpinist[107]
- Anton Tkáč (71), Slowaaks baanwielrenner[108]
- Ronan Vibert (58), Brits acteur[109]

### 23 december
- Roy Blijden (78), Nederlands honkballer[110]
- George Cohen (83), Engels voetballer[111]
- Maxi Jazz (65), Brits rapper[112]
- Txetxu Rojo (75), Spaans voetballer en voetbaltrainer[113]
- Philippe Streiff (67), Frans autocoureur[114]
- Bas van den Toren (64), Nederlands zanger[115]

### 24 december
- Vittorio Adorni (85), Italiaans wielrenner[116]
- Arthur Boni (88), Belgisch-Nederlands acteur[117]
- Franco Frattini (65), Italiaans politicus[118]
- Hub van Laar (58), Nederlands muziekinstrumentenbouwer[119]
- Archer MacLean (60), Brits computerspelprogrammeur[120]
- Tunisha Sharma (20), Indiaas actrice[121]
- Kathy Whitworth (83), Amerikaans golfster[122]

### 25 december
- Françoise Bourdin (70), Frans schrijfster[123]
- Fausto Cepeda (83), Dominicaans bariton[124]
- Haim Drukman (90), Israëlisch rabbijn en politicus[125]
- Joep Geraedts (74), Nederlands hoogleraar en wetenschapper[126][127]
- Joop Glimmerveen (94), Nederlands politicus en neonazi[128]
- Luther Johnson (83), Amerikaans bluesmuzikant[129]
- John Leddy (92), Nederlands acteur[130]
- Fabian O'Neill (49), Uruguayaans voetballer[131]
- Loekie Rogge (81), Nederlands hockeyscheidsrechter[132][133]
- Jan Slomp (90), Nederlands predikant en islamoloog[134]

### 26 december
- Sergey Dmitriev (58), Russisch voetballer[135]
- Stephen Greif (78), Brits acteur[136][137]
- Dorothy Iannone (89), Amerikaans beeldend kunstenares[138]

### 27 december
- Andrzej Iwan (63), Pools voetballer[139]
- Jo Mersa Marley (31), Jamaicaans-Amerikaans reggaemuzikant[140]
- Ton Scheer (88), Nederlands theoloog en priester[141]
- Harry Sheppard (94), Amerikaans jazzmuzikant[142]

### 28 december
- Bernard Barsi (80), Frans aartsbisschop[143]
- Hélène van Beek (58), Nederlands onderzoeksjournalist[144]
- Waldebert Devestel (92), Belgisch geestelijke[145]
- Rien van den Heuvel (84), Nederlands abt[146]
- Arata Isozaki (91), Japans architect[147]
- František Jursa (89), Tsjechisch wielrenner[148]
- Gerard Schuurman (82), Nederlands voetballer[149]
- Linda de Suza (74), Portugees zangeres[150]

### 29 december
- Eduard Artemiev (85), Sovjet-Russisch componist en muzikant[151]
- Max von Baden (89), Duits ondernemer en hertog[152]
- Noël Dejonckheere (67), Belgisch wielrenner[153]
- Patrick Dik (57), Nederlands voetballer[154]
- Ruggero Deodato (83), Italiaans filmregisseur, acteur en scriptschrijver[155]
- Margriet Eshuijs (70), Nederlands zangeres[156]
- Carol Horn (86), Amerikaans modeontwerpster[157]
- Pelé (Edson Arantes do Nascimento) (82), Braziliaans voetballer[158]
- Shabana Rehman Gaarder (46), Pakistaans-Noors stand-upcomedian, schrijfster en columniste[159]
- Willem de Ridder (83), Nederlands kunstenaar, radiopresentator en uitgever[160]
- Edgar Savisaar (72), Ests politicus[161]
- Dany Theis (55), Luxemburgs voetballer[162]
- Vivienne Westwood (81), Brits modeontwerpster[163]
- Baukje Wytsma (76), Nederlands schrijfster[164]

### 30 december
- Wies van Groningen (93), Nederlands-Molukse schrijver[165]
- Luann Ryon (69), Amerikaans boogschutter[166]
- Harald van der Straaten (100), Nederlands schrijver[167]
- Barbara Walters (93), Amerikaans journaliste en televisiepresentatrice[168]
- Janez Zemljarič (94), Sloveens politicus[169]

### 31 december
- Sergej Baoetin (55), Russisch ijshockeyer[170]
- Benedictus XVI (Joseph Aloisius Ratzinger) (95), paus van de Rooms-Katholieke Kerk[171]
- Jeremiah Green (45), Amerikaans muzikant[172]
- Suzanne Krol (90), Belgisch atlete[173]
- Barry Lane (62), Brits golfer[174]
- Anita Pointer (74), Amerikaans zangeres[175]
- Werner Pokorny (73), Duits beeldhouwer[176]

### Datum onbekend
- Pascale Vandegeerde (64), Belgisch activiste[177]

januari ·
februari ·
maart ·
april ·
mei ·
juni ·
juli ·
augustus ·
september ·
oktober ·
november ·
december
1900 ·
1901 ·
1902 ·
1903 ·
1904 ·
1905 ·
1906 ·
1907 ·
1908 ·
1909 ·
1910 ·
1911 ·
1912 ·
1913 ·
1914 ·
1915 ·
1916 ·
1917 ·
1918 ·
1919 ·
1920 ·
1921 ·
1922 ·
1923 ·
1924 ·
1925 ·
1926 ·
1927 ·
1928 ·
1929 ·
1930 ·
1931 ·
1932 ·
1933 ·
1934 ·
1935 ·
1936 ·
1937 ·
1938 ·
1939 ·
1940 ·
1941 ·
1942 ·
1943 ·
1944 ·
1945 ·
1946 ·
1947 ·
1948 ·
1949 ·
1950 ·
1951 ·
1952 ·
1953 ·
1954 ·
1955 ·
1956 ·
1957 ·
1958 ·
1959 ·
1960 ·
1961 ·
1962 ·
1963 ·
1964 ·
1965 ·
1966 ·
1967 ·
1968 ·
1969 ·
1970 ·
1971 ·
1972 ·
1973 ·
1974 ·
1975 ·
1976 ·
1977 ·
1978 ·
1979 ·
1980 ·
1981 ·
1982 ·
1983 ·
1984 ·
1985 ·
1986 ·
1987 ·
1988 ·
1989 ·
1990 ·
1991 ·
1992 ·
1993 ·
1994 ·
1995 ·
1996 ·
1997 ·
1998 ·
1999 ·
2000 ·
2001 ·
2002 ·
2003 ·
2004 ·
2005 ·
2006 ·
2007 ·
2008 ·
2009 ·
2010 ·
2011 ·
2012 ·
2013 ·
2014 ·
2015 ·
2016 ·
2017 ·
2018 ·
2019 ·
2020 ·
2021 ·
2022 ·
2023 ·
2024 ·
2025